# Березовський (Калузька область)
Березовський (рос. Березовский) — залізничний роз’їзд в Жиздринському районі Калузької області Російської Федерації.
Населення становить 63 особи. Входить до складу муніципального утворення Село Огорь.

## Історія
Від 2004 року входить до складу муніципального утворення Село Огорь

## Населення
1. Н/Д[2]